# Ahmad Afghan
Ahmad Afghan (pers. ‏احمد افغان‎; ur. 15 lutego 1970) – irański zapaśnik w stylu wolnym. Olimpijczyk z Seulu 1988, gdzie odpadł w eliminacjach w kategorii 82 kg.